# Creatonotos gangis
Creatonotos gangis är en fjärilsart som beskrevs av Carl von Linné 1763. Creatonotos gangis ingår i släktet Creatonotos och familjen björnspinnare. Inga underarter finns listade i Catalogue of Life.

## Bildgalleri

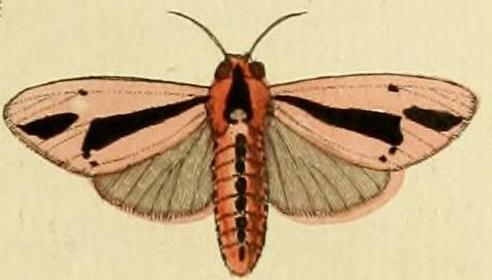
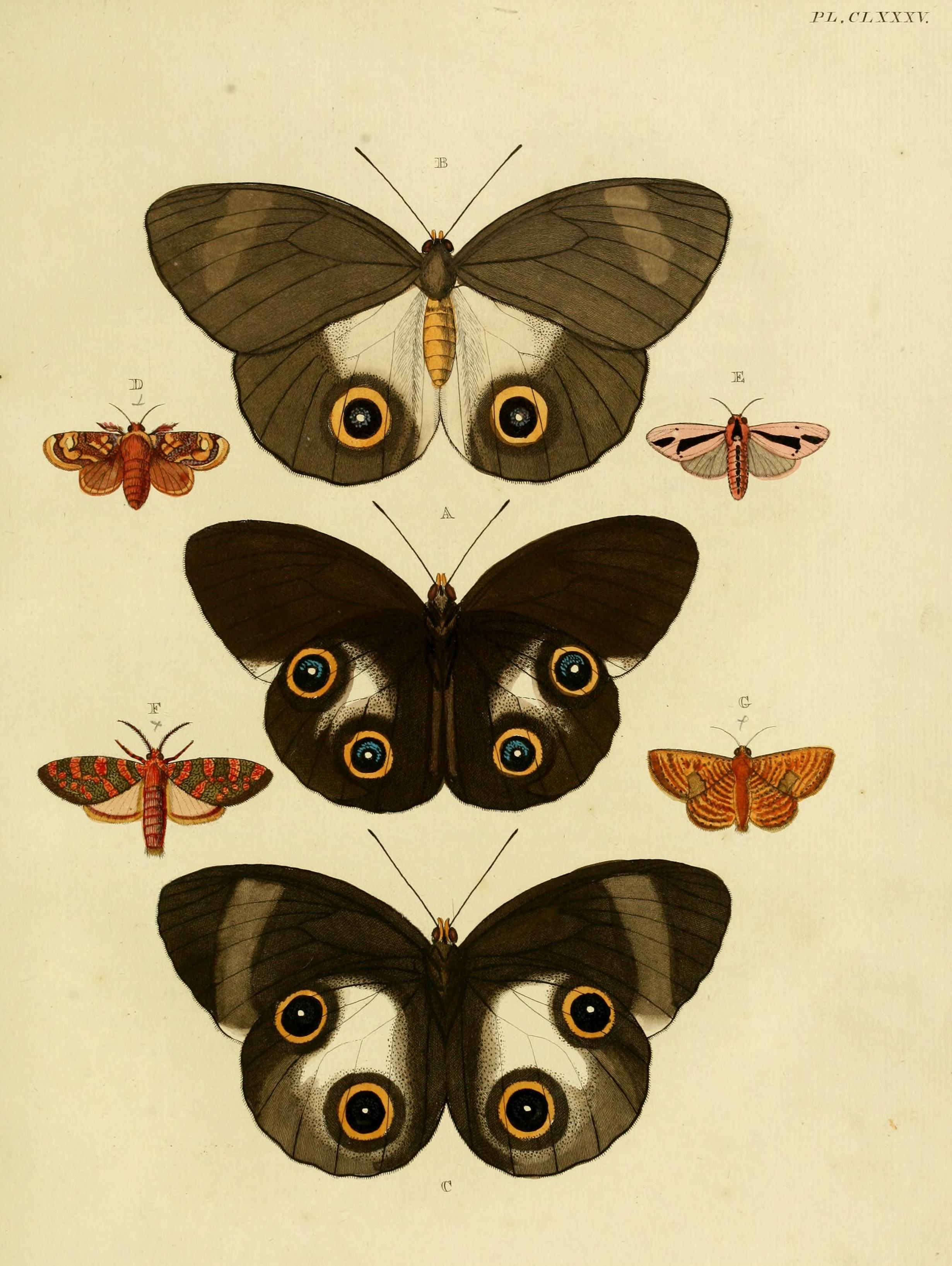